# Rischat Chaibullin
Rischat Chaibullin (kasachisch Ришат Хайбуллин; * 21. September 1995 in Almaty) ist ein kasachischer Sportkletterer.

## Karriere
Chaibullin begann das Klettern mit 6 Jahren, als sein Vater, selbst Felskletterer, ihn und seine Schwestern zum Sport brachte. Zum Studium ging er nach Tschechien und führte dort sein Training fort. Bei den Asienspiele 2018 wurde er Vierter in der Kombination. Bei der Kletterweltmeisterschaft 2019 gelang es ihm die Bronzemedaille in der Kombination zu gewinnen und erzielte damit die Qualifikation für die Olympischen Sommerspiele 2020 in Tokio. Dort erreichte er in der Qualifikation den elften Platz und verpasste so die Qualifikation für das Finale. Er gehört der Mountaineering and Sport Climbing Federation of Republic of Kazakhstan an.
Bei den World Games in Birmingham 2022 erreichte Chaibullin den vierten Platz. Am Weltcup in Chamonix 2023 wurde er Zweiter und gewann somit seine erste Weltcup-Medaille.